# Villar Focchiardo
Villar Focchiardo (arpità Vilar Fuciard, piemontès Ël Vilé) és un municipi italià, situat a la ciutat metropolitana de Torí, a la regió del Piemont. L'any 2007 tenia 2.037 habitants. Està situat a la Vall de Susa, una de les Valls arpitanes del Piemont. Limita amb els municipis de Borgone Susa, Coazze, San Didero, San Giorio di Susa i Sant'Antonino di Susa.

## Administració
| Període | Identitat    | Partit        |
| ------- | ------------ | ------------- |
| 2004-   | Luigi Franco | Llista cívica |